# Бомбардировка Берлина во время Второй мировой войны
Бомбардировки Берлина — бомбардировки столицы нацистской Германии во время Второй мировой войны военно-воздушными силами антигитлеровской коалиции.

## Описание
Берлин, столица нацистской Германии, подвергся 363 воздушным налётам во время Второй мировой войны. Первый раз он был бомбардирован осенью 1939 года одиночным бомбардировщиком ВВС Польши,. Атаки выполнялись бомбардировщиками Королевских ВВС Великобритании в период с 1940 года (после вступления США в войну к ним присоединились военно-воздушными силами армии США), несколько раз — военно-воздушными силами Франции в период с 1940 по 1945 годы, бомбардировщиками ВВС РККА в августе 1941 года и в сентябре 1942 года, а особенно в 1945 году.
В 1939—1940 годах атаки с воздуха на Берлин носили эпизодический характер и выполнялись одиночными бомбардировщиками. Но с развёртыванием битвы за Англию ответные налёты англичан на Берлин во второй половине 1940 года стали принимать систематический характер. В 1941 и 1942 годах англичане сосредоточились на воздушной борьбе над Западной Европой, в связи с чем атаки Берлина почти прекратились (за 1942 год зафиксировано 6 появлений британских разведчиков над Берлином).
Но в 1943 году ситуация изменилась. С прибытием в Европу бомбардировочной авиации США были возобновлены ночные бомбардировки Берлина, и начались также дневные бомбёжки. С введением истребительного прикрытия союзных бомбардировочных формирований, противодействующая им немецкая истребительная авиация стала нести больше потерь. С 1943 по март 1944 года англо-американская авиация произвела на Берлин 15 массированных налётов и 28 налётов небольшими группами (всего 3900 самолётов). Истребительная немецкая авиация при этом сбила 155 самолётов противника. С июня 1944 года налёты на Берлин усилились (в августе было 9 крупных налётов).
Наиболее известны следующие бомбардировки Берлина:
- 27 января 1944 года, выполнен в условиях сплошной низкой облачности в расчёте на ослабление наблюдения ПВО. Расчёт оправдался: налёт оказался внезапным и повлёк наибольшие жертвы среди населения города.
- 21 июня 1944 года — самый крупный дневной налёт на Берлин (свыше 1000 бомбардировщиков), атака осуществлялась волнами с разных сторон. Пожарами был охвачен весь город и даже некоторые пригороды.

Британские бомбардировщики сбросили 45 517 тонн бомб, а американские самолёты сбросили 23 000 тонн.

## Противовоздушная оборона Берлина
К сентябрю 1939 года за ПВО Берлина отвечало «Командование противовоздушной обороны № 1», в сентябре 1941 года преобразованное в 1-ю зенитную дивизию: 3 зенитных артиллерийских полка, зенитный прожекторный полк, дивизион ПВО особого назначения, батальон связи и другие части. Численность её непрерывно возрастала. К сентябрю 1939 года Берлин защищали 160 тяжёлых зенитных орудий (105 и 85-мм) и до 200 орудий легкой артиллерии (20 и 37-мм). К маю 1941 года число тяжелых зенитных орудий составляло уже 264. В 1943 году Берлин защищали уже 500 тяжелых и 250 лёгких зенитных орудий. Также в 1943 году было сформировано 27 зенитных железнодорожных батарей, которые сыграли большую роль к защите города, но весной 1944 года все эти батареи были отправлены на советско-германский фронт. Большое внимание уделялось новейшим средствам борьбы, особенно радиолокации — 55 мощных радиолокационных станций опоясывали город, создавая сплошное покрытие всех подходов к городу, обеспечивая радиолокационную разведку в радиусе 160 километров. Истребительное прикрытие города осуществляла 1-я истребительная авиационная дивизия, которую осенью 1943 года сменила 4-я истребительная авиационная дивизия (от 400 до 600 истребителей). В эти дивизии выделялись новейшие истребители и лучшие лётные кадры, многие пилоты обучались ночным действиям, самолёты оборудовались бортовыми РЛС.
Система ПВО Берлина неоднократно реорганизовывалась исходя из выявляющихся недостатков, и отличалась весьма высокой гибкостью. Применялось массирование всех сил и средств на наиболее опасных направлениях. Часть зенитных батарей была выведена за город, встречая врага огнём на подступах к нему. Совершенствовались связь, система разведки и оповещения, взаимодействие зенитной артиллерии и авиации, тактика действий истребительной авиации. Но и англо-американцы тоже непрерывно меняли тактику авиационных ударов.
К апрелю 1945 года часть зенитной артиллерии Берлина была переброшена на Восточный фронт, в результате в её составе остались 44 тяжелые зенитные батареи (342 орудия) и 249 лёгких зенитных орудий (калибров 20 мм и 37 мм). В ходе Берлинской операции ПВО Берлина не смогла противостоять мощной группировке советской авиации, а в ходе штурма Берлина зенитная артиллерия города практически в полном составе была направлена для борьбы с наземными целями и погибла в боях с Красной армией.

## Результаты бомбардировок
По немецким данным, на город с 1943 по 1945 год выполнены 42 массированных налёта (18 600 самолётов) и 147 налётов мелкими группами (7860 самолётов). Город был разрушен на 55-60 %. Потери населения оценивались в 19 400 убитых, до 35 000 раненых, свыше 1 250 000 берлинцев остались без крова. Уничтожено и сильно повреждено 120 военных объектов города, 80 объектов получили частичные повреждения. Промышленных и железнодорожных объектов разрушено полностью 920 и частично 1350, жилых зданий разрушено полностью 41 200 и частично около 207 000.
От непрерывных авианалётов всё больше и больше людей покидали город. К маю 1945 года из города бежало 1,7 миллиона человек (40 % населения).
В итоге, несмотря на сильную и современную по тому времени систему противовоздушной обороны, столицу Германии не удалось защитить от массированных ударов авиации противника, повлекших большие разрушения и жертвы.